# Lonchoptera stackelbergi
Espèce
Lonchoptera stackelbergi est une espèce de diptères de la famille des Lonchopteridae.